# Brendan Mullin
Pas d'image ? Cliquez ici

a Compétitions nationales et continentales officielles uniquement.

b Matchs officiels uniquement.
Brendan John Mullin, est né le 30 octobre 1963 à Jérusalem (Israël). C’est un joueur de rugby à XV, qui joue avec l'équipe d'Irlande de 1984 à 1995 évoluant au poste de trois-quarts centre.

## En équipe nationale
Il a eu sa première cape internationale le 10 novembre 1984, à l’occasion d’un match contre l'Australie.
Il obtint un total de 55 capes internationales sous le maillot vert, jouant trois Coupes du Monde.
Le 19 juin 1993, il est invité pour jouer avec les Barbarians français contre le XV du Président pour le Centenaire du rugby à Grenoble. Les Baa-Baas s'imposent 92 à 34.

## Palmarès
- 55 sélections avec l'équipe d'Irlande dont 1 fois capitaine en 1995.
- Sélections par année : 1 en 1984, 3 en 1985, 5 en 1986, 8 en 1987, 7 en 1988, 5 en 1989, 4 en 1990, 9 en 1991, 3 en 1992, 1 en 1994, 9 en 1995.
- Tournois des Cinq Nations disputés : 1985, 1986, 1987, 1988, 1989, 1990, 1991, 1992, 1995.
- 1 Tournoi victorieux : 1985.
- Coupes du monde de rugby disputées : 1987, 1991, 1995.

- 1 sélection avec les Lions britanniques